# Chiesa dei Santi Nazario e Celso (Vignola)
La chiesa dei Santi Nazario e Celso è la parrocchiale di Vignola, in provincia di Modena ed arcidiocesi di Modena-Nonantola; fa parte del vicariato della Pedemontana Est.

## Storia
La prima citazione di una chiesa a Vignola risale al 1185; questa chiesa, che sorgeva vicino al castello, venne poi nuovamente menzionata nel 1225.
Nel 1415 la chiesa fu riedificata entro il perimetro delle mura della fortezza e, inoltre, su impulso di Uguccione dei Contrari, che diede l'idea al vescovo di Modena Carlo Boiardo, la sede plebanale venne lì trasferita dalla precedente pieve di San Martino di Centoripe.
Nel 1680 iniziò su progetto di Zaccaria Pellini la costruzione della nuova parrocchiale; nel 1689 i lavori, però, si interruppero a causa di alcune diatribe tra i parrocchiani.
Nel 1792 l'allora don parroco Pietro Domenico Bortolani, dopo aver fatto ridisegnare il progetto dall'architetto Toschi in modo che fosse più economico, fece portare a termine la chiesa.
Nel 1821 l'architetto Giuseppe Maria Soli elaborò due nuovi progetti per la facciata, che non fu però rifatta a causa della dipartita dello stesso.
Tra il 1841 e il 1842, dopo la demolizione del vecchio coro e del presbiterio, venne edificata la nuova abside su disegno di Cesare Costa.
Tra il 1887 e il 1889 il campanile fu oggetto di un rimaneggiamento e nel 1889 venne terminata la facciata, progettata da Carlo Barberi.
Il 21 aprile 1921 la parrocchiale fu consacrata dall'arcivescovo di Modena Natale Bruni.

## Descrizione

### Facciata
La facciata della chiesa è a salienti; la parte centrale presenta il portale maggiore, una finestra semicircolare e due semicolonne corinzie sorreggenti la trabeazione e il timpano di forma triangolare caratterizzato da quattro pinnacoli e coronato da una croce di ferro, mentre quelle laterali due portali minori sopra i quali si aprono altrettante finestrelle circolari.

### Interno
Opere di pregio conservate all'interno della chiesa, che è a tre navate, sono la tela ritraente la Madonna col Bambino e santi, dipinta da Elisabetta Sirani, una pala d'altare eseguita da Francesco Stringa, una Pietà bronzea, realizzata da Ivo Soli, e il Martirio dei Santi Nazario e Celso, opera di Adeodato e Narciso Malatesta.